# حمد الطيار (لاعب كرة قدم)
حمد الطيار (10 فبراير 1982 -)، لاعب كرة قدم كويتي سابق. وهو الآن دكتور في جامعة الكويت و يعمل كعضو هيئة تدريس في جامعة الكويت في تخصص علم النفس.
و كان يلعب مع نادي كاظمة. وقد كان واحد من أصغر اللاعبين المشاركين في فريق كاظمة الأول حيث لعب وأهو في عمر 15 سنة. وبعد ذلك و قد كان مع منتخب الكويت الأولمبي لكرة القدم في عام 2000، وقد شارك في الألعاب الأولمبية الصيفية في عام 2000. وكان أصغر لاعب مشارك في لعبة كرة القدم. و في 17 ابريل 2007 تعرض لحادث مروري  أثناء ذهابه إلى عمله حيث كان يعمل ضابط برتبة نقيب في قوة الإطفاء. وبعد الحادث أنتقل ليواصل دراسة الماجستير في تخصص علم النفس في جامعة الكويت وبعد ذلك حصل على بعثة دراسية في بريطانيا في نوتنغهام Nottingham وحصل على درجة الدكتوراه في تخصص علم النفس الصحة Health Psychology.

## روابط خارجية
- حمد الطيار على موقع الاتحاد الدولي (مؤرشف)  (الإنجليزية)
- حمد الطيار على موقع قاعدة بيانات كرة القدم.إي يو (الإنجليزية)
- حمد الطيار على موقع ناشيونال فوتبول تيمز (الإنجليزية)
- حمد الطيار على موقع أوليمبيديا (الإنجليزية)